# Gunild
Pour les articles homonymes, voir Gunhild.
Gunild, fille de Svein Håkonsson et de Holmfrid de Suède, religieuse en 1052, morte vers 1060, reine de Suède et de Danemark, épouse du roi Anund Jacob de Suède, et de Sven II de Danemark.

## Éléments de biographie
La seule source de connaissance sur l'existence de Gunild est sa mention par Adam de Brême dans la Gesta Hammaburgensis ecclesiae pontificum, composée dans les années 1070.
Selon son contemporain Adam de Brême le roi de Danemark Sven  Estridsen « souffrait d'un gout immodéré des femmes, non de son propre vouloir; à mon sens, mais par un vice inné chez son peuple». Après avoir épousé pendant son exil Gyda ,la fille d'Anund Jacob, après la mort de ce roi en 1050 il se marie avec sa veuve Gunild dont on ignore si elle était la mère de Gyda. Le scandale est néanmoins grand et le couple doit se séparer sur l'injonction de l'église. « Gunild est éloignée du roi des Danois à qui elle était apparentée et se consacrait maintenant sur ses terres loin du Danemark à accueillir et à secourir les pauvres ».
Toujours selon Adam de Brême « Gunild n'est pas la même que Gude » une autre épouse de Sven qui fut empoisonnée par sa concubine Tora.